# Susan Schlee
Susan Schlee est une historienne de la marine, spécialisée dans l'histoire de l'océanographie aux XIXe et XXe siècles.

## Publications
Elle reçoit en 1974 le prix Pfizer, pour son livre The Edge of an Unfamiliar World: A History of Oceanography (New York: Dutton, 1973),.
Elle a également publié On Almost Any Wind: The Saga of the Oceanographic Research Vessel Atlantis en 1978.
- « Science and the Sea », The Wilson Quarterly, vol. 8, n° 3, été 1984.
- (en) Susan Schlee, « A History of Scripps », Science, vol. 202, no 4371,‎ 1er décembre 1978, p. 969-970 (DOI 10.1126/science.202.4371.969)